# Taufbecken (Hétomesnil)

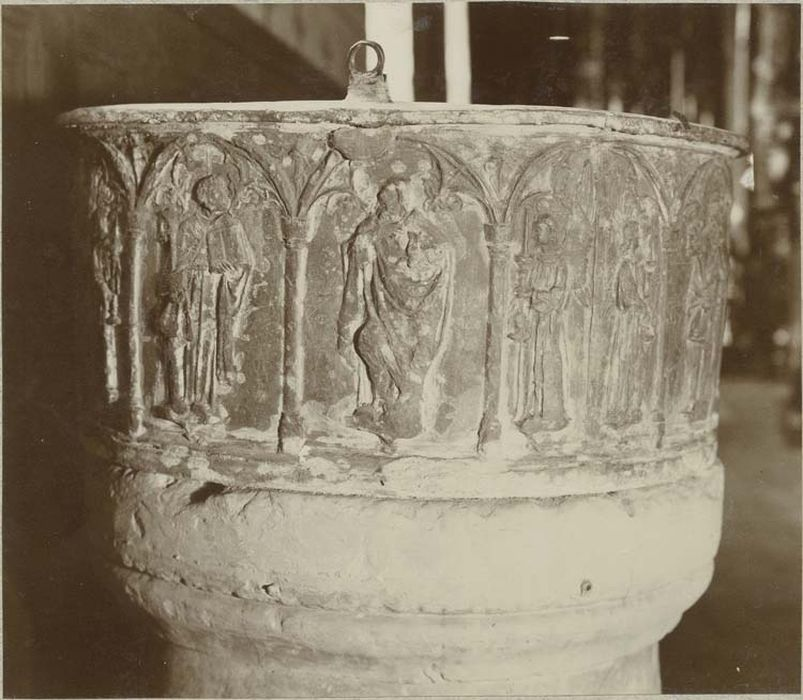
Taufbecken in Hétomesnil

Das Taufbecken in der katholischen Kirche St-Jean-Baptiste in Hétomesnil, einer französischen Gemeinde im Département Oise in der Region Hauts-de-France, wurde im 14. Jahrhundert geschaffen. Im Jahr 1913 wurde das gotische Taufbecken als Monument historique in die Liste der geschützten Objekte (Base Palissy) in Frankreich aufgenommen.
Das 1,10 Meter hohe Taufbecken besteht aus einem Steinsockel und einem zweiteiligen Becken aus Blei, das in einer Form gegossen wurde. Unter Arkaturen sind ringsum der Apostel Petrus, Johannes der Täufer mit einem Lamm und mehrere Engel, die Leuchter tragen, dargestellt. 